# 北方吹来十月的风

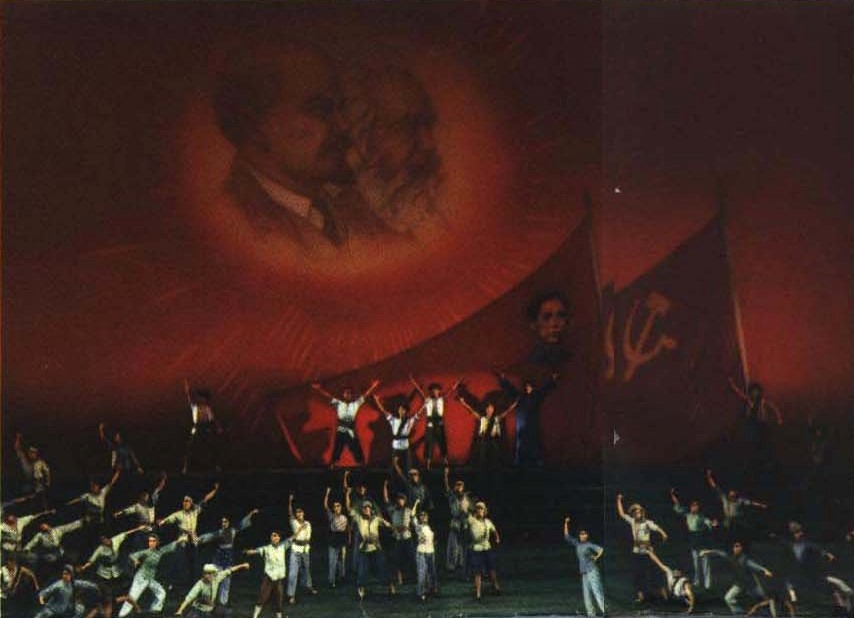
1964年《东方红·北方吹来十月的风》

《北方吹来十月的风》，革命民歌，齐唱歌曲，由李焕之编曲。歌曲内容讲的是俄国十月革命对中国共产党诞生等革命进程的影响。
该曲是音乐舞蹈史诗《东方红》34首歌曲中的第2首，音乐舞蹈史诗《东方红》中该曲的背景为周恩来亲自设计。